# Beer (cratera marciana)
Beer é uma cratera em Marte, nomeada em homenagem ao astrônomo alemão Wilhelm Beer. Localiza-se a 14.4°S 351.8°E .
Beer e seu colaborador Johann Heinrich Mädler produziram os primeiros mapas razoavelmente bons de Marte no início da década de 1830. Durante suas atividades, escolheram uma formação em particular para o meridiano primo em suas cartas. Tal escolha ganhou força quando Giovanni Schiaparelli utilizou-se da mesma localização em 1877 para seus famosos mapas de Marte. Esse local foi posteriormente chamado Sinus Meridian, mas seguindo a chegada da sonda da NASA MER-B Opportunity em 2004, passou a ser mais conhecido como Meridiani Planum.  Atualmente o meridiano primo de Marte é a cratera Airy-0.
Beer fica a sudoeste do Meridiani Planum, aproximadamente 8° do meridiano primo e 10° a oeste da cratera Mädler. Schiaparelli também fica na região.